# Oliver Petrak
Oliver Petrak (Zagreb, 6. veljače 1991.), hrvatski je nogometaš koji igra na poziciji veznjaka. Trenutačno igra za Hrvatski dragovoljac.

## Karijera
U karijeri je 1,83 m visoki desnonogi defenzivni veznjak nastupao za mladi sastav Dinama, Lokomotivu, Lučko, Istru 1961, Sesvete i Zrinjski.
Jedan od najzaslužnijih za četvrti naslov Zrinjskog.

## Reprezentacija
Za hrvatsku reprezentaciju do 14 godina odigrao dvije prijateljske utakmice 2005. godine. Prvu je odigrao 31. ožujka 2005. godine. Za hrvatsku reprezentaciju do 16 godina odigrao je sedam prijateljskih utakmica 2007. godine.

## Vanjske poveznice
- Profil, Weltfussball